# Бенедетто Моллі
Бенедетто Моллі, або Бенедикт Моллі (16 березня 1597, Рим — 1 жовтня 1657, там само) — італійський архітектор, єзуїт. Працював в Українських землях, що тоді входили до складу Речі Посполитої.

## Життєпис

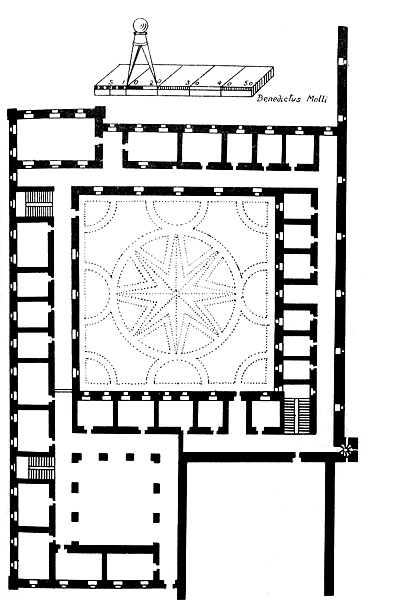
Бенедикт Моллі. Проект колегіуму єзуїтів, Луцьк

Народився 16 березня 1597 року в м. Рим.
Здобув освіту чи фах архітектора. 15 вересня 1617 став єзуїтом, перебував у Римі та Перуджі. У 1627—1630 роках будував приміщення монастирів ордену в Панічале поблизу Перуджі. У 1631—1633 роках керував будівництвом приміщення «Collegium Germanicum» в Римі. Після численних прохань княгині Анни-Алоїзи Острозької (у шлюбі Ходкевич) його скерували до Острога. З Італії вирушив наприкінці 1633 чи на початку 1634, у дорозі його супутником був кс. Пшемислав Якуб Рудніцький гербу Лис — ректор колегіуму єзуїтів Острога (вихователь майбутнього короля Яна ІІ Казімежа. В Острозі у 1634—1645 роках керував будівництвом колегіуму єзуїтів. Після завершення будівництва просив своїх зверхників надати йому можливість повернутись додому, але йому відмовили та наказали будувати костел в Острогу. Працював також в інших містах. В Україні залишався до початку повстання Хмельницького, у 1648 році разом з єзуїтами покинув Острог. Після цього прибув до Кракова, де, зокрема, у 1650 році розробив проект колегіуму Св. Петра (збереглась копія від 27 липня 1651). Під час перебування в Речі Посполитій вивчив польську мову.

### Роботи
- автор проекту будівлі Колегіуму єзуїтів у Луцьку (1646, рисунок перебував у збірці Національної бібліотеки Франції у Парижі)
- Кафедральний костел святих Петра і Павла (Луцьк)
- Колегіальний костел Святої Трійці (Олика)
- Костел святих Ігнатія Лойоли та Франциска Ксаверія (Острог)
- Palazzo Doria, Вальмонтоне
- Костел Благовіщення і монастир бригідок (Гродно).